# آنی ام پنس
آنی ام پنس (به انگلیسی: Annie M. Pence) یک کشتی بود که طول آن ۸۹ فوت (۲۷٫۱۳ متر) بود. این کشتی در سال ۱۸۹۰ ساخته شد.